# 유럽노루
유럽노루(Capreolus capreolus)는 사슴의 한 종이다. 지중해에서 스칸디나비아, 브리튼 제도에서 캅카스 등 유럽 대륙 전역에 걸쳐 분포한다. 아시아의 노루(Capreolus pygargus)보다 약간 더 크다. 노루와 같은 종이라 여겼으나, 현재는 별도종이다.

## 천적
천적으로는 회색늑대, 불곰, 스라소니, 눈표범, 유럽사자이며 붉은여우는 새끼 노루를 잡아먹는다.